# Myliobatis
A Myliobatis a porcos halak (Chondrichthyes) osztályának sasrájaalakúak (Myliobatiformes) rendjébe, ezen belül a sasrájafélék (Myliobatidae) családjába tartozó nem.

## Rendszerezés
A nembe az alábbi 12 élő faj tartozik:
- sasrája (Myliobatis aquila) (Linnaeus, 1758) - típusfaj
- Myliobatis australis Macleay, 1881
- Myliobatis californica Gill, 1865
- Myliobatis chilensis Philippi, 1892
- Myliobatis freminvillii Lesueur, 1824
- Myliobatis goodei Garman, 1885
- Myliobatis hamlyni Ogilby, 1911
- Myliobatis longirostris Applegate & Fitch, 1964
- Myliobatis peruvianus Garman, 1913
- Myliobatis ridens Ruocco et al., 2012
- Myliobatis tenuicaudatus Hector, 1877
- Myliobatis tobijei Bleeker, 1854

A fenti élő fajok mellett az alábbi 81 fosszilis faj is idetartozik (meglehet, hogy a lista hiányos):
- †Myliobatis acutus Agassiz, 1843
- †Myliobatis affinis Chapman & Cudmore, 1924
- †Myliobatis albestii Pauca, 1929
- †Myliobatis altavillae Meschinelli, 1924
- †Myliobatis altus Davis, 1888
- †Myliobatis americanus Bravard, 1884
- †Myliobatis angustidens Sismonda, 1849
- †Myliobatis angustus Agassiz, 1843
- †Myliobatis arcuatus Davis, 1888
- †Myliobatis bellardii Issel, 1877
- †Myliobatis bilobatus Dartevelle & Casier, 1943
- †Myliobatis bisulcus Marsh, 1870
- †Myliobatis bothriodon White, 1926
- †Myliobatis canaliculatus Agassiz, 1843
- †Myliobatis colei Agassiz, 1843
- †Myliobatis crassidens Dartevelle & Casier, 1959
- †Myliobatis dimorphus Delfortrie, 1871
- †Myliobatis dispar Leriche, 1913
- †Myliobatis dixoni Agassiz, 1843
- †Myliobatis elatus Stromer, 1905
- †Myliobatis enormis Mendiola, 1999
- †Myliobatis erctensis Salinas, 1901
- †Myliobatis fastigiatus Leidy, 1876
- †Myliobatis fraasi Stromer, 1905
- †Myliobatis frangens Eastman, 1904
- †Myliobatis funiculatus Delfortrie, 1871
- †Myliobatis gigas Cope, 1867
- †Myliobatis girondicus Pedroni, 1844
- †Myliobatis goniopleurus Agassiz, 1843
- †Myliobatis granulosus Issel, 1877
- †Myliobatis haueri Penecke, 1884
- †Myliobatis holmesii Gibbes, 1849
- †Myliobatis intermedius Dartevelle & Casier, 1943
- †Myliobatis kummeli Fowler, 1911
- †Myliobatis lagaillardei Thomas, 1904
- †Myliobatis lateralis Agassiz, 1843
- †Myliobatis leidyi Hay, 1899
- †Myliobatis leognanensis Delfortrie, 1871
- †Myliobatis lepersonnei Dartevelle & Casier, 1959
- †Myliobatis llopisi Bauzá & Gomez Pallerola, 1982
- †Myliobatis magister Leidy, 1876
- †Myliobatis marginalis Agassiz, 1843
- †Myliobatis merriami Jordan & Beal, 1913
- †Myliobatis meyeri Weiler, 1922
- †Myliobatis micropleurus Agassiz, 1843
- †Myliobatis microrhizus Delfortrie, 1871
- †Myliobatis miocenicus Böhm, 1942
- †Myliobatis mokattamensis Stromer, 1905
- †Myliobatis monnieri Cappetta, 1986
- †Myliobatis moorabbinensis Chapman & Pritchard, 1907
- †Myliobatis mordax Leidy, 1876
- †Myliobatis moutai Dartevelle & Casier, 1959
- †Myliobatis nzadinensis Dartevelle & Casier, 1943
- †Myliobatis oweni Agassiz, 1843
- †Myliobatis pachyodon Cope, 1867
- †Myliobatis pachyrhizodus Fowler, 1911
- †Myliobatis pentoni Woodward, 1893
- †Myliobatis placentinus Carraroli, 1897
- †Myliobatis plicatilis Davis, 1888
- †Myliobatis prenticei Chapman & Cudmore, 1924
- †Myliobatis raouxi Arambourg, 1952
- †Myliobatis rima Meyer, 1844
- †Myliobatis rivierei Sauvage, 1878
- †Myliobatis rugosus Leidy, 1855
- †Myliobatis salentinus Botti, 1877
- †Myliobatis semperei Mendiola, 1999
- †Myliobatis sendaicus Hatai, Murata & Masuda, 1965
- †Myliobatis serratus Meyer, 1843
- †Myliobatis sinhaleyus Deraniyagala, 1937
- †Myliobatis stokesii Agassiz, 1843
- †Myliobatis striatus Buckland, 1837
- †Myliobatis strobeli Issel, 1877
- †Myliobatis sulcidens Dartevelle & Casier, 1943
- †Myliobatis testae Philippi, 1846
- †Myliobatis tewarii Mishra, 1980
- †Myliobatis toliapicus Agassiz, 1843
- †Myliobatis transversalis Gibbes, 1849
- †Myliobatis tumidens Woodward, 1889
- †Myliobatis undulatus Chaffee, 1939
- †Myliobatis vicomicanus Cope, 1867
- †Myliobatis wurnoensis White, 1934

## Képek

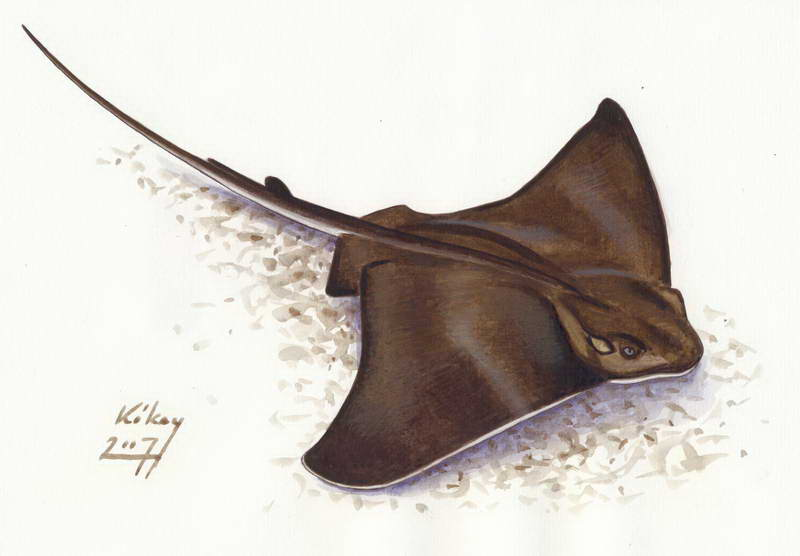
Myliobatis aquila
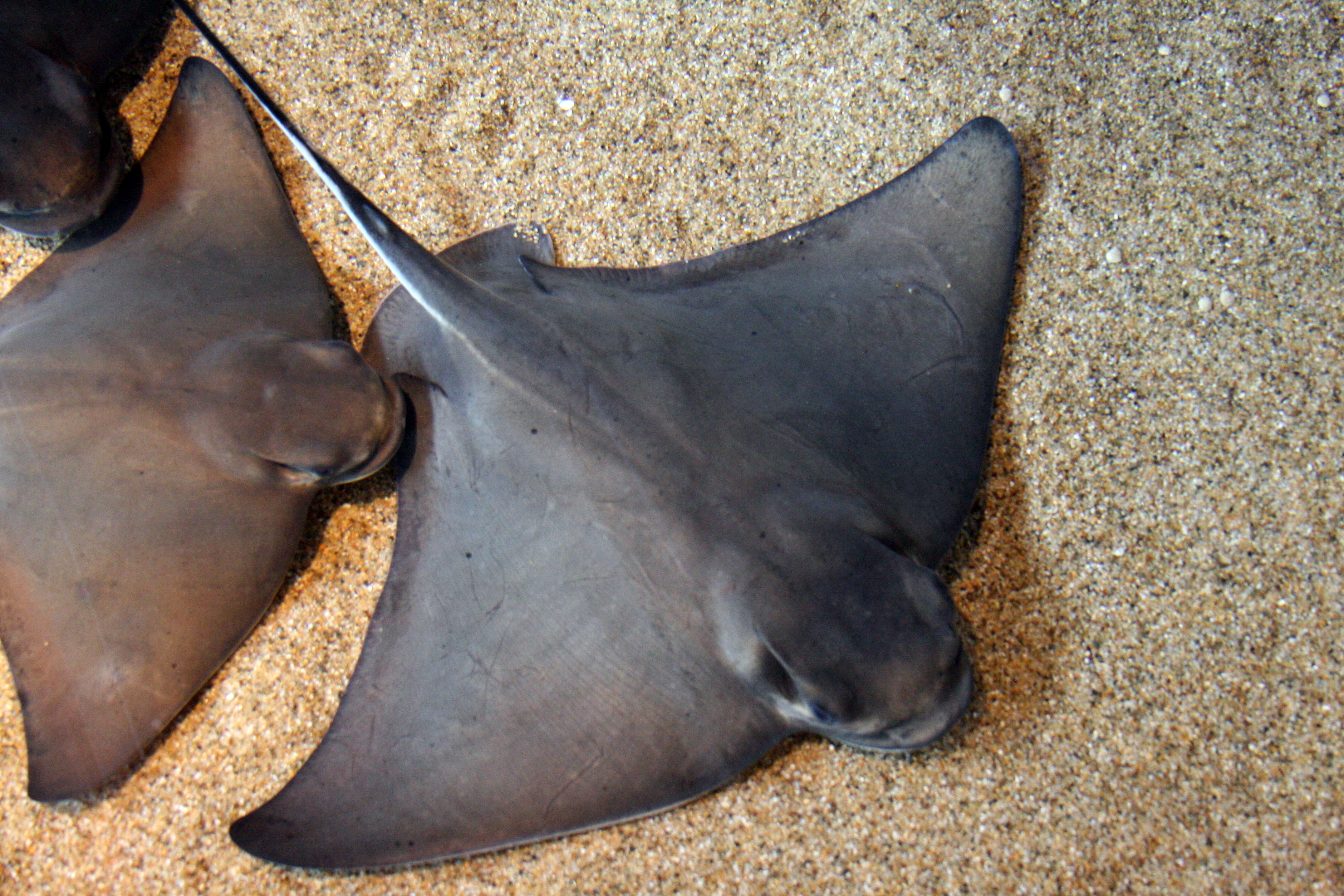
Myliobatis californica
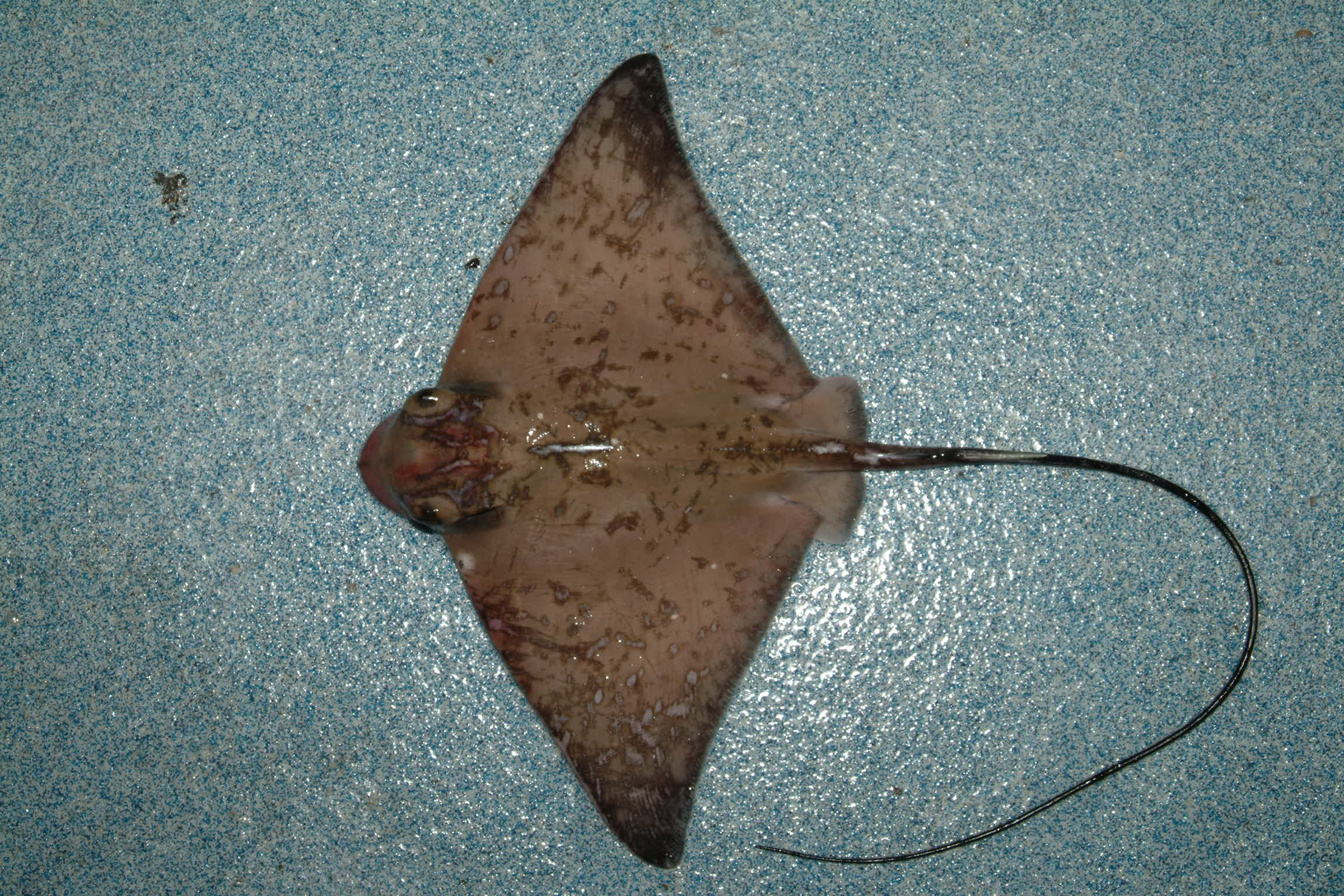
Myliobatis freminvillii
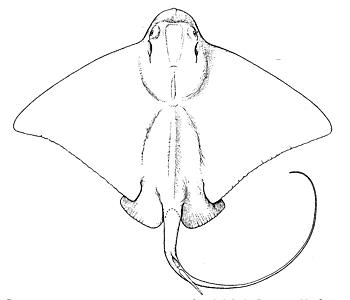
Myliobatis goodei
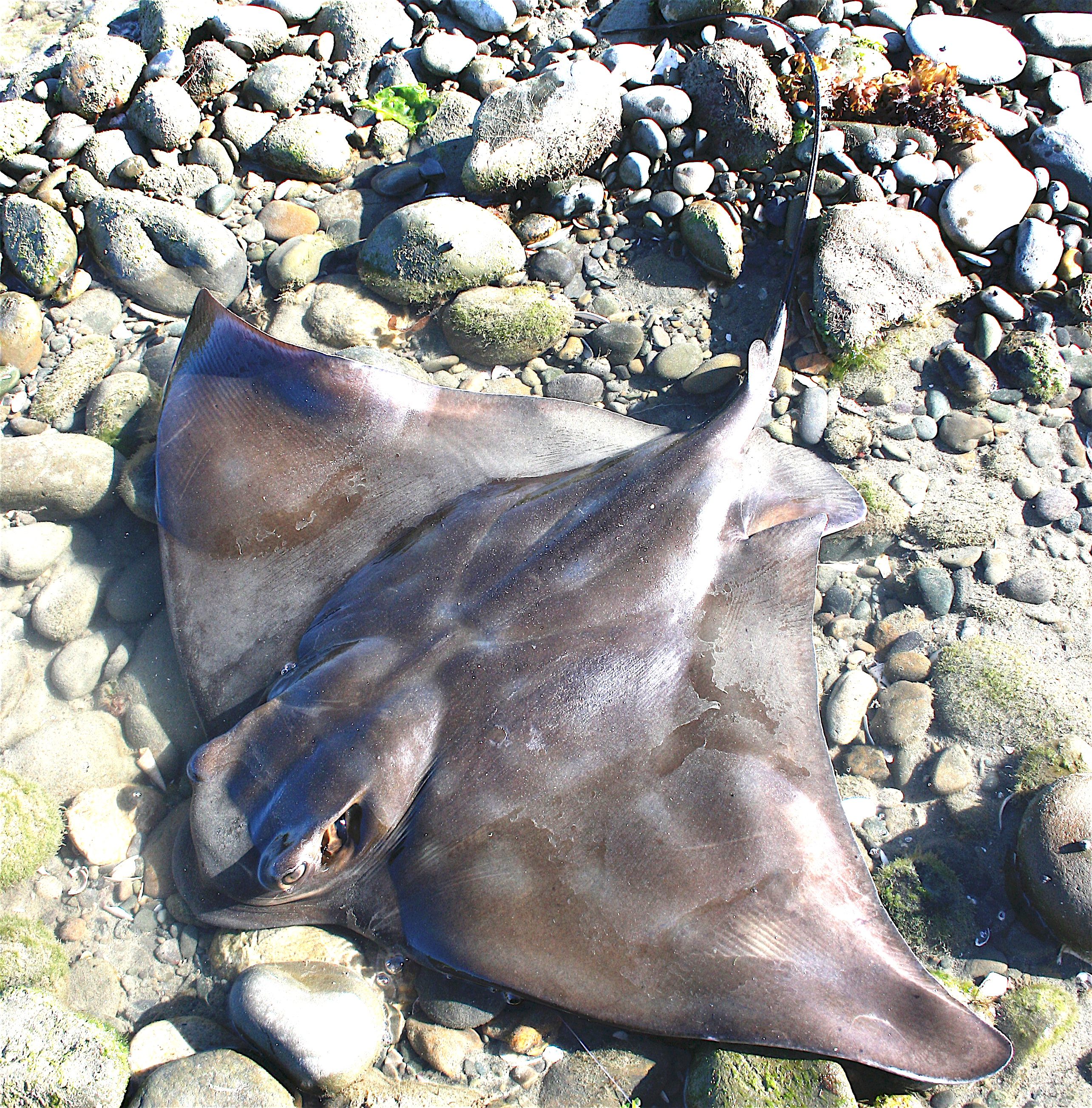
Myliobatis tenuicaudatus
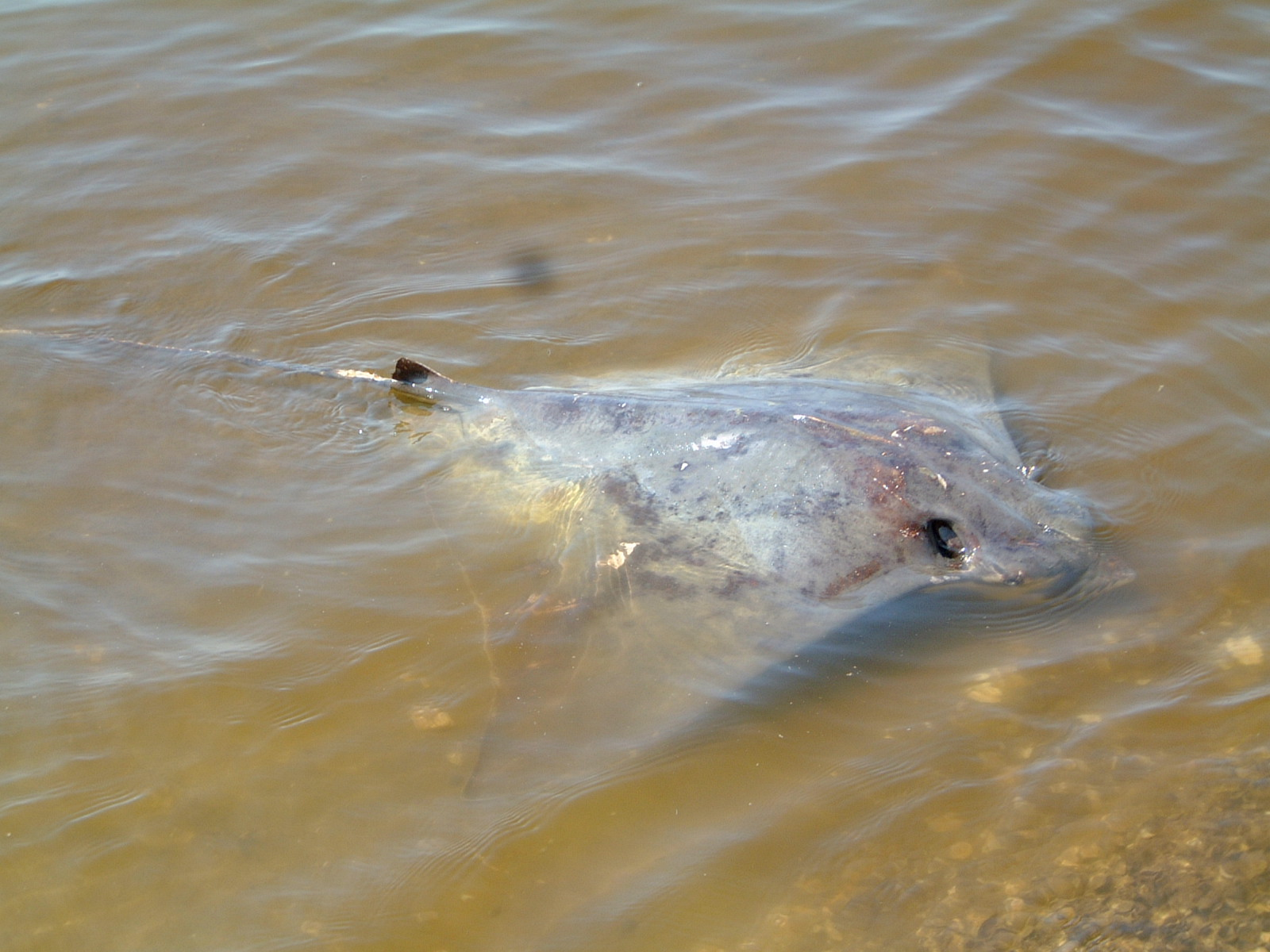
Myliobatis tobijei